# Ampedus masatoi
Ampedus masatoi là một loài bọ cánh cứng trong họ Elateridae. Loài này được Kishii miêu tả khoa học năm 2002.